# Mentrestido
Mentrestido ist eine Gemeinde im Norden Portugals.
Mentrestido gehört zum Kreis Vila Nova de Cerveira im Distrikt Viana do Castelo, besitzt eine Fläche von 4,7 km² und hat 273 Einwohner (Stand 19. April 2021).